# Руни Арманен
Руни Арманен — це система з 18 рун, створена німецьким езотериком Рудольфом Гьосслером у 1908 році. Вони засновані на Молодшому футарці, але мають дещо інше начертання та значення.
Гьосслер був прихильником ідеології арійського расизму і вважав, що руни Арманен є ключем до розуміння таємниць арійського духу. Він використовував їх у своїй пропаганді та символіці, і вони стали одним із символів нацистської Німеччини.
Назва «Арманен» походить від імені Армана, легендарного предка германських народів. Руни цієї системи названі на честь богів і героїв германської міфології.
Значення рун Арманен:
- **Fehu** — майно, багатство, достаток
- **Uruz** — сила, могутність, енергія
- **Thurisaz** — захист, руйнування, перешкоди
- **Ansuz** — зв'язок, спілкування, дух
- **Raido** — подорож, зміна, рух
- **Kenaz** — світло, творчість, інтуїція
- **Gebo** — дар, обмін, партнерство
- **Wunjo** — радість, щастя, задоволення
- **Hagalaz** — криза, трансформація, очищення
- **Nauthiz** — необхідність, обмеження, боротьба
- **Isa** — застій, уповільнення, трансформація
- **Jera** — урожай, плодючість, цикли
- **Eihwaz** — захист, міцність, опора
- **Perth** — таємниця, інтуїція, містика
- **Algiz** — захист, сила, духовність
- **Sowilo** — перемога, успіх, світло
- **Thorn** — захист, перешкоди, виклик
- **Othala** — спадщина, родовід, домівка

Руни Арманен часто використовуються в ворожінні, магії та інших езотеричних практиках. Вони також є популярним предметом колекціонування.
В Україні руни Арманен часто асоціюються з російською агресією. Це пов'язано з тим, що їх використовували російські війська під час вторгнення в Україну у 2022 році. Зокрема, символ руни «Z» був використаний на російській військовій техніці, яка вторглася в Україну.
Однак важливо пам'ятати, що руни Арманен — це лише один із рунічних алфавітів. Вони не мають нічого спільного з історичними рунами, які використовувалися германськими народами в давнину.